# 福田與
福田 與（ふくだ あたえ、1906年（明治39年） - 1988年（昭和63年））は、日本の教育者。岡山県倉敷市出身で、京都府立第一高等女学校（現・京都府立鴨沂高等学校）を卒業後、小学校教諭として教育者の道を歩み始め、続いて京都府立聾学校教諭、さらに京都府立盲学校教諭として教育活動に従事し、聾・盲児のために一生を捧げた。
また、野の思想家「宮崎童安」に師事し、童安亡きあと、『地獄の聖書』『童安童話集』など童安の著書多数を自費出版したのをはじめ、有縁の人々の歌集や追悼集を数多く出版した。就中特筆すべきは、『新井奥邃の思想』『内観祈祷録・奥邃先生の面影』を自費出版した事であろう。福田家の一族に明治維新のとき、長州の勤皇運動を助けて活躍した勤皇家・福田理兵衛がいる。

## 生涯
1906年（明治39年）1月25日、岡山県倉敷市五日市に父・小原弥太郎、母・要の三女として出生。1912年（明治45年）4月、倉敷市立帯江小学校入学。1923年（大正12年）3月、岡山県立倉敷高等女学校（現・岡山県立倉敷青陵高等学校）卒業。同年4月、京都府立第一高等女学校国漢専攻科入学。1926年（大正15年）3月、京都府立第一高等女学校卒業。同年4月、京都市立崇仁小学校勤務。1927年（昭和2年）、崇仁小学校にしばしば来校の「宮崎童安」を知る。1928年（昭和3年）3月、崇仁小学校退職。
1929年（昭和4年）11月、宮崎童安の媒酌で、福田武雄と結婚。1930年（昭和5年）2月17日、崇仁小学校元教諭・有馬良治の追悼会で森信三の講話に感動、以後、森信三に師事。1932年（昭和7年）、京都府立聾学校に勤務。1933年（昭和8年）3月、京都府立聾学校退職。同年9月17日、野の思想家・高田集蔵に出会う。1939年（昭和14年）5月、聾歌人・岡本大無家を初めて訪問。同年9月、京都府立盲学校勤務。1949年（昭和24年）9月7日、高田集蔵から新井奥邃の「東海奇男子自述」の講義を受ける。
1953年（昭和28年）8月1日～7日、開顕社主催の第一回夏安吾に参加。1960年（昭和35年）3月、京都府立盲学校退職。1962年（昭和37年）7月、歌集『草の花』を発行。1965年（昭和40年）9月、『木田茂追憶集』発行。1967年（昭和42年）、個人誌「雲」創刊。1968年（昭和43年）2月13日、森信三のお供で白幽子隠棲の跡を訪ねる（山下英吉の案内による）。1969年（昭和44年）5月24日、岡本大無の歌碑除幕式に参列（京都市北区紫野大徳寺町来光寺門前）。
同年7月27日、第一回京都読書会を開催。1971年（昭和46年）6月25日、藤井実応師の導きで、信州鉢伏山の念仏道場へ初参加。1974年（昭和49年）9月、夫・武雄死去。1975年（昭和50年）8月、宮崎童安著『地獄の聖書』発行。同月3日、脳血栓のため倒れる。1976年（昭和51年）3月、個人誌「雲」廃刊（51号）。1978年（昭和53年）1月、『童安さんの思い出と遺稿』発行。1984年（昭和59年）2月25日、『新井奥邃の思想』『内観祈祷録・奥邃先生の面影』を発行。
1986年（昭和61年）3月、日本バプテスト病院に入院。1987年（昭和62年）11月1日、第一回実践人京滋研修会に参加。1988年（昭和63年）1月8日、外出中転倒し大腿骨を骨折、京都四条病院に入院。同月24日、京都四条病院にて逝去（83歳）。同月27日、京都市左京区浄土寺換骨堂にて葬儀。

## 編・著書
- 『小山壮太郎先生遺影集』（福田與、1953年）
- 『草の花－自選歌集』（初音書房、1962年）
- 『岡本大無歌集』（福田與、1963年）
- 『木田茂追憶集』（福田與、1965年）
- 『織姫－前野博司病間はがき集』（福田與、1969年）
- 『大無遺稿』（福田與、1973年）
- 『童安さんの思い出と遺稿 』（福田與、1978年）
- 『奥邃先生の面影』（福田與、1984年）
- 『満点の星を仰ぎて』（福田叡子、1986年）

## 関連事項
- 特別支援教育
- ライトハウス
- 盲学校
- ろう教育
- 社団法人実践人の家